# 瑶海区
瑶海区（ようかい-く）は、中華人民共和国安徽省合肥市に位置する市轄区。

## 行政区画
- 街道:明光路街道、勝利路街道、三里街街道、銅陵路街道、七里站街道、紅光街道、和平路街道、城東街道、長淮街道、方廟街道、嘉山路街道、七里塘街道、三十頭街道、磨店街道
- 鎮:大興鎮